# Internationale Kurzfilmtage Oberhausen 2013

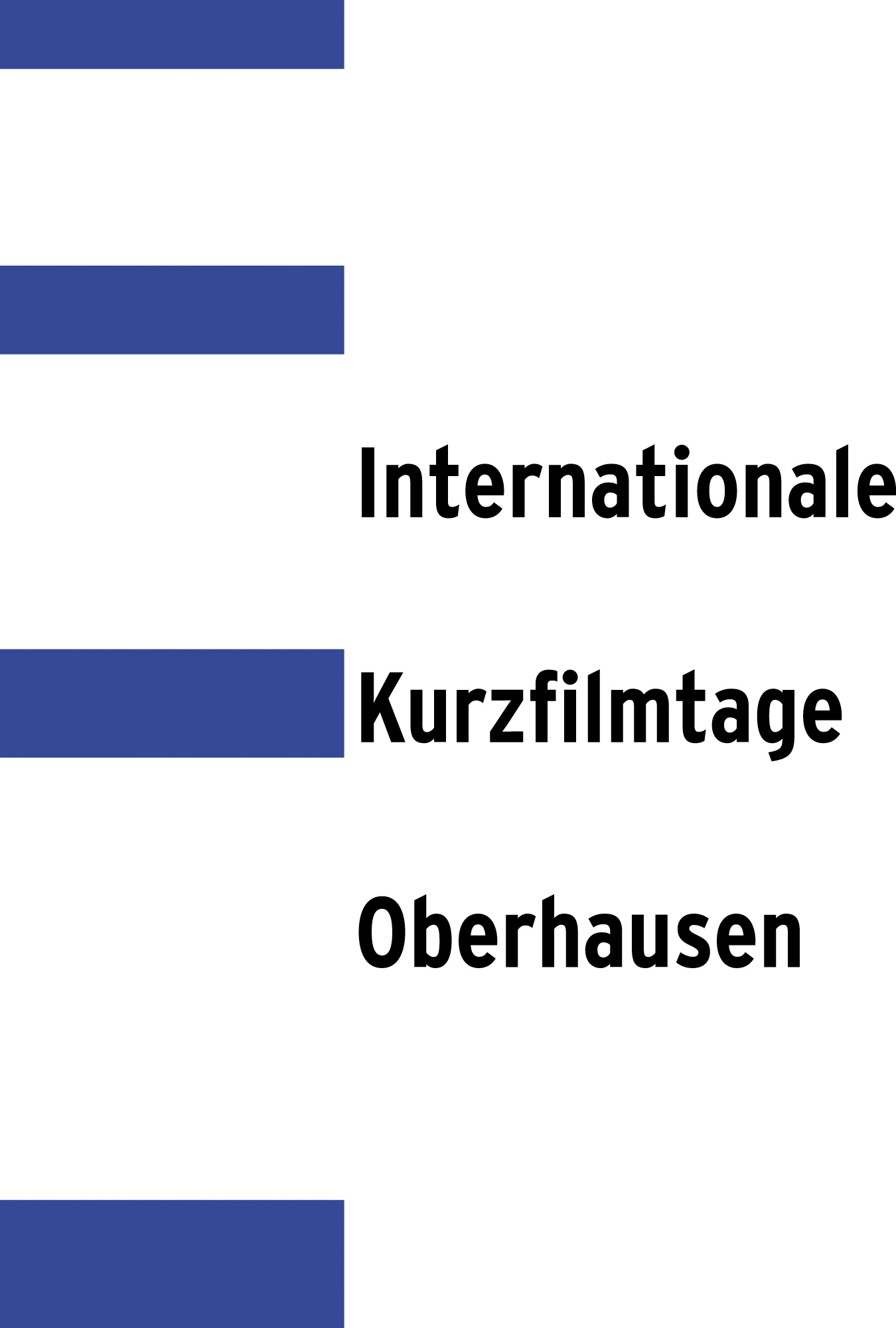
Logo

Die 59. Internationalen Kurzfilmtage Oberhausen 2013 fanden vom 2. bis 7. Mai in der Oberhausener Lichtburg statt. Das Thema Flatness: Kino nach dem Internet wurde kuratiert von Shama Khanna. Profile behandelten Luther Price, Petar Krelja/Krsto Papić/Zoran Tadić, Helga Fanderl, Tzu-Nyen Ho und Laure Prouvost.

## Preisträger: Internationaler Wettbewerb

### Internationale Jury

#### Großer Preis der Stadt Oberhausen
Kırık Beyaz Laleler, Aykan Safoğlu (Türkei/Deutschland)

#### Hauptpreis
Ziegenort, Tomasz Popakul (Polen)

#### ARTE-Preis für einen europäischen Kurzfilm
Dad’s Stick, John Smith (Vereinigtes Königreich)

#### Lobende Erwähnungen
Rogalik, Paweł Ziemilski (Polen)
Journal, Sirah Foighel Brutmann und Eitan Efrat (Belgien)
A Onda Traz, O Vento Leva, Gabriel Mascaro (Brasilien/Spanien)

### Jury desMinisteriums für Familie, Kinder, Jugend, Kultur und Sport des Landes Nordrhein-Westfalen

#### Preis
Montaña en Sombra, Lois Patiño (Spanien)

### FIPRESCI-Jury

#### Preis
Buffalo Death Mask, Mike Hoolboom (Kanada)

### Ökumenische Jury

#### Preis
Nation Estate, Larissa Sansour (Dänemark/Palästinensische Autonomiegebiete)

#### Lobende Erwähnung
Yellow Fever, Ng’endo Mukii (Vereinigtes Königreich)

### Zonta-Preis für eine Filmemacherin aus dem Internationalen oder deutschen Wettbewerb
Diary #2, Adina Pintilie (Rumänien/Niederlande)

## Preisträger: Deutscher Wettbewerb

### Preis für den besten Beitrag
Neununddreißig, Patrick Richter

### 3sat-Förderpreis
Beyond Love and Companionship, Lior Shamriz

### Lobende Erwähnung
Continuity, Omer Fast

## Preisträger:NRW-Wettbewerb

### Preis für den besten Beitrag
Krokodile ohne Sattel, Britta Wandaogo

### Förderpreis
Anfang Juni, Kerstin Neuwirth

### Lobende Erwähnung
Das Tier das lügen kann, David Jansen

## Preisträger: Kinder- und Jugendfilm-Wettbewerb

### Kinderjury

#### Preis
Yim & Yoyo, Anna van Keimpema (Niederlande)

#### evo-Förderpreis
I’m Going to Mum’s, Lauren Jackson (Neuseeland)

#### Lobende Erwähnung
Pryg Skok, Leonid Shmelkov (Russland)

### Jugendjury

#### Preis
Yardbird, Michael Spiccia (Australien)

#### Lobende Erwähnung
Mila, Kristina Wagenbauer (Kanada/Schweiz)

### Ökumenische Jury

#### Prädikat
Quand ils dorment, Maryam Touzani (Marokko)

## Preisträger: 15. MuVi-Preis für das beste deutsche Musikvideo

### 1. Preis
ex aequo
Moth Race (Kreidler), Heinz Emigholz
Palimpsest (Smog), Željko Vidović
Therapeutikon (The Schwarzenbach), Heike Aumüller

### MuVi-Online-Publikumspreis
Left on a Little Farm (Stan Back), Andreas Menn

## MuVi-Preis
Am 4. Mai fand die 15. „MuVi“-Preisverleihung statt. Bis zum 3. April konnte online für den 13. Publikumspreis abgestimmt werden, der mit 500 Euro dotiert war. Für die Preisträger siehe oben.

### Jury
Die Jury des MuVi-Preises 2013 setzte sich aus der künstlerischen Leiterin Isabelle Gaudefroy, dem österreichischen Autor Christian Höller und dem deutschen Regisseur Michel Klöfkorn zusammen.

### Kandidaten
Aus 226 Einreichungen für das beste deutsche Musikvideo wurden zehn Videos ausgesucht.
| Titel                     | Band                                   | Regisseur(e)                            | Produzent(en)    | Jahr | Dauer |
| ------------------------- | -------------------------------------- | --------------------------------------- | ---------------- | ---- | ----- |
| The Downfall              | Symbiz Sound                           | Andreas Melcher und Christian Meyerholz | HBK Braunschweig | 2012 | 3:30  |
| The Exact Colour of Doubt | Liars                                  | Markus Wambsganss                       | Kaliber 16       | 2013 | 4:10  |
| Fitter Happier            | Anika w/ Obi Blanche                   | Doireann O’Malley                       | DOME             | 2012 | 3:50  |
| Ich schäme mich           | Hans Unstern                           | Moana Vonstadl                          | Moana Vonstadl   | 2012 | 3:53  |
| Left on a Little Farm     | Stan Back                              | Andreas Menn                            | Andreas Menn     | 2012 | 6:13  |
| Moth Race                 | Kreidler                               | Heinz Emigholz                          | Pym Films        | 2013 | 3:55  |
| Palimpsest                | Smog                                   | Željko Vidović                          | Željko Vidović   | 2012 | 6:41  |
| Plastic Like Your Mother  | Brandt Brauer Frick feat. Om’Mas Keith | Daniel Brandt und Julian Schleef        | Park Bennett     | 2013 | 4:51  |
| Therapeutikon             | The Schwarzenbach                      | Heike Aumüller                          | Heike Aumüller   | 2012 | 5:38  |
| We Are on Fire            | CocoRosie                              | Emma Freeman                            | Curtisfilm       | 2012 | 4:26  |

### Handlungen
The Downfall
Die Kamerafahrt durch einen großen Raum lässt alle anwesenden Personen leben und einige Gegenstände zugleich ungleich aufleben.
The Exact Colour of Doubt
Durch computergenerierte Wellenformen entstehen täuschend echte Bilder von Männern.
Fitter Happier
Alte Filmaufnahmen zeigen uns eine Frau im ehemaligen Ost-Berlin und teilweise in New York.
Ich schäme mich
Hans Unstern hält sich seine Hände vors Gesicht und wird farbig angemalt – weil er sich schämt.
Left on a Little Farm
Eine bis zu vierspaltige Installation behandelt das Thema Häuser.
Moth Race
„Duty-free-Artikel“ schweben durch die Wartehalle eines Flughafens.
Palimpsest
Zeichnerisch und fast ausschließlich in schwarz-weiß wird die bruchstückhafte Geschichte eines Gestrandeten erzählt.
Plastic Like Your Mother
Um eine Band führen 28 Menschen in schwarz mit weißen Helmen (in Form einer Kamera) eine Choreografie auf.
Therapeutikon
Zwei Männer wühlen grundlos in Papier herum.
We Are on Fire
Eine Frau schwebt durch den Raum und verbrennt danach, andere ebenfalls.